# Aubenton
Aubenton é uma comuna francesa na região administrativa de Altos da França, no departamento Aisne. Estende-se por uma área de 23,7 km². Em 2010 a comuna tinha 665 habitantes (densidade: 28,1 hab./km²).